# Iryna Farion
Iryna Farion (født 29. april 1964 i Lviv, Ukraine, død 19. juli 2024 i Lviv) var en politisk og offentlig figur kendt for sine stærke nationalistiske holdninger, herunder anti-kommunisme, ukrainisering og russofobi. Hun havde en akademisk baggrund i ukrainsk filologi med en doktorgrad og tidligere ansættelse som professor ved Institut for Ukrainsk Sprog på Lviv Polytechnikum. Hun var medlem af Verkhovna Rada (Ukraines parlament) og formand for Videnskabsudvalget.
Farion forfattede fire monografier og over 200 videnskabelige artikler. Hun var fra 1998 til 2004 leder af sprogkommissionen i organisationen “Prosvita” og initierede og organiserede den årlige konkurrence “Sproget er fundamentet i dit liv” for studerende. Hun blev tildelt Oleksa Hirnyk-prisen i 2004 og støttede offentligt Stepan Banderas minde og foreningen af det vestlige og østlige Ukraine baseret på statstænkning.
Farion blev politisk aktiv i partiet "Svoboda" i 2005, og var dybt involveret i lokalpolitik, herunder som stedfortræder i Lvivs regionale råd. I parlamentsvalget i 2012 blev Farion valgt ind i parlamentet efter at have vundet en valgkreds i Lviv oblast. Hun forsøgte at genopstille i 2014 og 2019 men lykkedes ikke med at vinde et sæde.

## Kontroversielle episoder
Hendes offentlige karriere var præget af flere kontroversielle episoder. I 2010 skabte hun forargelse ved at kritisere børn for at bruge russiske navne og sagde, at de, der ikke stoppede med at bruge disse navne, skulle forlade Ukraine. Denne hændelse førte til en retssag for diskrimination.
Farion var også kendt for sine russofobiske udtalelser. Hun omtalte russisktalende ukrainere som "degenererede" og pressede på for at afskedige en taxichauffør for ikke at skifte fra en russisk radiostation. På et møde i Lvivs regionråd stillede hun spørgsmål ved det russiske sprogs oprindelse og brug i Ukraine.
Desuden udfordrede Farion Sovjetunionens historie, specifikt vedrørende 2. verdenskrig, idet hun erklærede, at Sovjetunionens sejr ikke skulle betragtes som en sejr for Ukraine. I 2013 anklagede hun 148 parlamentsmedlemmer for forræderi i forbindelse med en anmodning til Polen om at anerkende Volhynia-massakren som folkemord.
I november 2023 kom hun i konflikt med Maksym Zhorin og Bohdan Krotevych efter at have hævdet, at hun ikke kunne kalde russisktalende krigere fra Azov-bataljonen for ukrainere. Hun nægtede at sløre navnet på en støtte fra det russisk-besatte Krim på et skærmbillede af hans takkebrev, hvilket førte til hans arrestation af russiske myndigheder. Dette forårsagede offentlig forargelse, herunder protester fra studerende på Lviv Polytechnikum, men instituttet nægtede at afskedige hende. Den 15. november 2023 åbnede Sikkerhedstjenesten i Ukraine en undersøgelse mod hende for “diskrimination, krænkelse af en soldats værdighed, overtrædelse af korrespondancefortrolighed og krænkelse af privatlivets fred”, hvorefter hun blev frigjort fra sin stilling på Lviv Polytechnikum.

## Familie
Oplysninger om Farions familie er begrænsede. Det vides, at hendes far var fra byen Sokol og hendes mor fra Busovisko, begge i Lviv-regionen. Hendes søster Martha arbejder i Chicago, og hendes datter Sophia blev kendt for en juridisk skandale. Farion var indtil 2010 gift med Semchishin Ostap.